# 学校法人福岡雙葉学園
学校法人福岡雙葉学園（ふくおかふたばがくえん）とは、福岡県福岡市中央区御所ヶ谷7-1に所在する学校法人。

## 概要

### 設立母体
幼きイエス会（旧サン・モール修道会）

### 略歴
- 1933年（昭和08年）2月 - 財団法人サン・モール修道会により、福岡女子商業学校として設立。
- 1944年（昭和19年）11月 - 財団法人福岡女子商業学校を設立し、同法人の経営となる。
- 1946年（昭和21年）2月 - 高等女学校令により、福岡雙葉高等女学校に改称。
- 1947年（昭和22年）4月 - 学制改革により、福岡雙葉中学校に改組。
- 1948年（昭和23年）1月 - 設置者を福岡雙葉カトリック学園に改称。
- 1948年（昭和23年）4月 - 福岡雙葉高等学校を設立。別科も設立。
- 1951年（昭和26年）3月8日 - 設置者を学校法人に改組し、福岡雙葉学園に改称。
- 1951年（昭和26年）4月 - 福岡雙葉幼稚園を開園。
- 1954年（昭和29年）4月 - 福岡雙葉小学校を開校。
- 1981年（昭和56年）4月 - 小学校・幼稚園を分離。
- 1982年（昭和57年）4月27日 - マザー・テレサが訪問。
- 2007年（平成19年） -　麻生グループの麻生泰が理事長に就任[1] 。

### 校訓
- 「SIMPLE DANS MA VERTU FORTE DANS MON DEVOIR」
- 「徳においては純真に、義務においては堅実に」

## 所属学校
- 高等学校
  - 福岡雙葉高等学校 （福岡市中央区）
- 中学校
  - 福岡雙葉中学校 （福岡市中央区）
- 小学校
  - 福岡雙葉小学校 （福岡市中央区）
- 幼稚園
  - 福岡雙葉小学校附属幼稚園 （福岡市中央区）

## 系列校
- 田園調布雙葉学園
- 横浜雙葉学園
- 静岡雙葉学園
- 雙葉学園